# 206 v. Chr.
Portal Geschichte | Portal Biografien | Aktuelle Ereignisse | Jahreskalender | Tagesartikel

◄ |
4. Jahrhundert v. Chr. |
3. Jahrhundert v. Chr. |
2. Jahrhundert v. Chr. |
►

◄ | 220er v. Chr. | 210er v. Chr. | 200er v. Chr. | 190er v. Chr. |
180er v. Chr. |
►

◄◄ | ◄ | 209 v. Chr. | 208 v. Chr. | 207 v. Chr. | 206 v. Chr. |
205 v. Chr. |
204 v. Chr. |
203 v. Chr. |
► |
►►
Staatsoberhäupter

## Ereignisse

### Zweiter Punischer Krieg

Verlauf des Zweiten Punischen Krieges 218–202 v. Chr.

- Sieg des Scipio Africanus in der Schlacht von Ilipa über die Karthager unter Mago Barkas und Hasdrubal sowie ihrem ostnumidischen Verbündeten Massinissa.
- Die Karthager ziehen das Restheer in ihre Heimat zurück und überlassen die Iberische Halbinsel den Römern.

### Östliches Mittelmeer

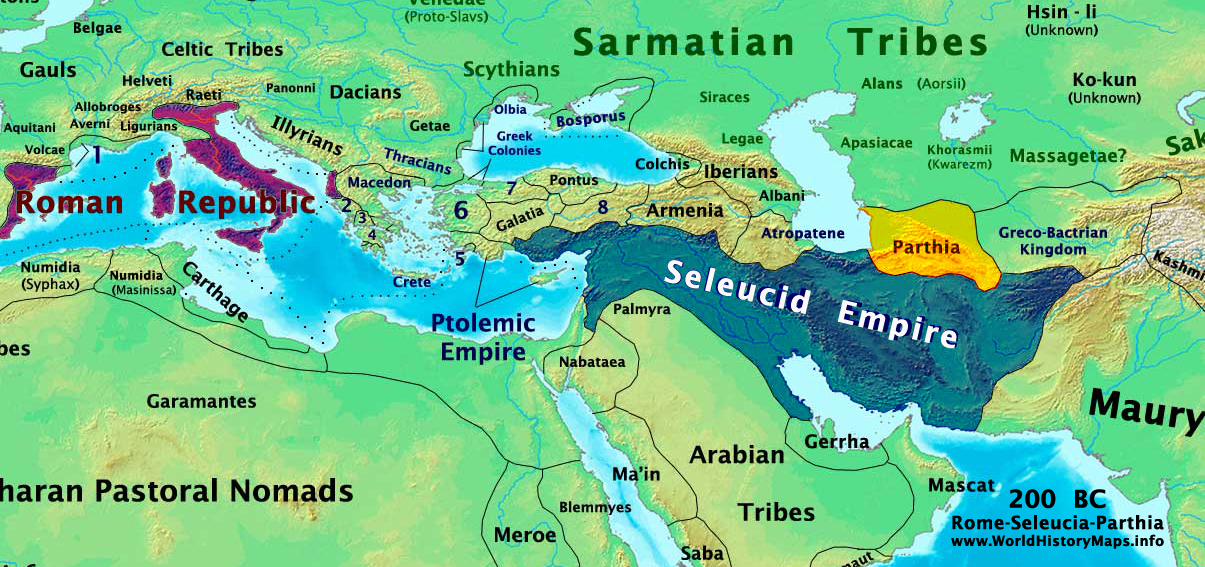
Das Seleukidenreich unter Antiochos III.

- Antiochos III. greift nach seinem Sieg über das Partherreich das Griechisch-Baktrische Königreich an, um es im Rahmen seiner Anabasis wieder dem Seleukidenreich einzuverleiben.
- In Oberägypten bricht ein Aufstand unter Harwennefer gegen Ptolemaios IV. aus.

### Kaiserreich China
- Der Kriegsherr Xiang Yu lässt den im Vorjahr gefangen genommenen Kaiser Ziying nach kurzem Prozess hinrichten. Damit endet die Qin-Dynastie im Kaiserreich China.

## Gestorben
- Ziying, chinesischer Kaiser